# Котяча акула карибська
Котяча акула карибська (Scyliorhinus boa) — вид акул родини Котячі акули (Scyliorhinidae).

## Поширення
Це морська риба, що мешкає на глибині 329–676 м. Зустрічається у Карибському морі біля острова Барбадос, Малих Антильських островів, Гаїті, Ямайки, а також на континентальному шельфі від Гондурасу до Колумбії.

## Опис
Довжина тіла самця сягає до 54 см.

## Значення
Цей вид не становить небезпеки для людини. Комерційної цінності не має. Глибоководна видобуток риби в місцях проживання в даний час відсутній. Міжнародний союз охорони природи оцінив статус збереження даного виду як «вид з найменшим ризиком»